# Clyde Park
Clyde Park és una població dels Estats Units a l'estat de Montana. Segons el cens del 2000 tenia 310 habitants.

## Demografia
Segons el cens del 2000, Clyde Park tenia 310 habitants, 137 habitatges, i 83 famílies. La densitat de població era de 352 habitants per km².
Dels 137 habitatges en un 27,7% hi vivien nens de menys de 18 anys, en un 53,3% hi vivien parelles casades, en un 3,6% dones solteres, i en un 38,7% no eren unitats familiars. En el 35,8% dels habitatges hi vivien persones soles el 18,2% de les quals corresponia a persones de 65 anys o més que vivien soles. El nombre mitjà de persones vivint en cada habitatge era de 2,26 i el nombre mitjà de persones que vivien en cada família era de 2,96.
Per edats la població es repartia de la següent manera: un 23,5% tenia menys de 18 anys, un 6,8% entre 18 i 24, un 23,5% entre 25 i 44, un 30% de 45 a 60 i un 16,1% 65 anys o més.
L'edat mediana era de 43 anys. Per cada 100 dones de 18 o més anys hi havia 111,6 homes.
La renda mediana per habitatge era de 28.194 $ i la renda mediana per família de 35.278 $. Els homes tenien una renda mediana de 27.500 $ mentre que les dones 20.556 $. La renda per capita de la població era de 15.646 $. Aproximadament el 2,2% de les famílies i el 10% de la població estaven per davall del llindar de pobresa.

## Poblacions més properes
El següent diagrama mostra les poblacions més properes.